# Glandulocaudinae
Die Glandulocaudinae sind eine Unterfamilie der Salmlerfamilie Stevardiidae. 

## Merkmale
Die Glandulocaudinae wurden nach einem gemeinsamen Merkmal, einer Drüse (Glandulum) am Schwanzstiel bzw. kurz vor der Schwanzflosse (Caudale) der Männchen benannt. Einige Arten haben eine innere Besamung. Die Männchen übertragen ein Spermienpaket (Spermatozeugma), welches in den Weibchen gespeichert werden kann und mit dem die ohne Männchen abgelegten Eier befruchtet werden.
Gandulocaudinae leben von Costa Rica und Trinidad bis Südamerika, wobei ihr Verbreitungsschwerpunkt im südlichen Südamerika liegt. 

## Gattungen und Arten
Zur Unterfamilie Glandulocaudinae gehören drei Gattungen mit insgesamt neun Arten.
- Glandulocauda
  - Glandulocauda melanogenys  Eigenmann, 1911
  - Glandulocauda melanopleura  Eigenmann, 1911
- Lophiobrycon
  - Lophiobrycon weitzmani  Castro, Ribeira, Benine & Melo, 2003
- Mimagoniates
  - Mimagoniates barberi  Regan, 1907
  - Mimagoniates inequalis (Eigenmann, 1911)
  - Mimagoniates lateralis  (Nichols, 1913)
  - Mimagoniates microlepis  (Steindachner, 1876)
  - Mimagoniates rheocharis  Menezes & Weitzman, 1990
  - Mimagoniates sylvicola  Menezes & Weitzman, 1990